# Mary Wills
Mary Wills (Prescott, 4 luglio 1914 – Sedona, 7 febbraio 1997) è stata una costumista statunitense.
Ha vinto un Premio Oscar e ha ricevuto altre cinque volte la nomination.

## Filmografia
- Gioventù ribelle (Teenage Rebel), regia di Edmund Goulding (1956)
- Un cappello pieno di pioggia (A Hatful of Rain), regia di Fred Zinnemann (1957)